# Hofstetten bei Brienz
Hofstetten bei Brienz is een gemeente en plaats in het Zwitserse kanton Bern, en maakt deel uit van het district Interlaken-Oberhasli.
Hofstetten bei Brienz telt 533 inwoners.